# Surjectie

Een surjectieve, niet injectieve afbeelding

In de wiskunde is een surjectie of surjectieve afbeelding van een verzameling {\displaystyle X} in een verzameling {\displaystyle Y} een afbeelding waarbij ieder element van {\displaystyle Y} als beeld optreedt. Het bereik van een surjectieve afbeelding is dus gelijk aan het codomein. Men zegt in zo'n geval dat de afbeelding {\displaystyle X} op {\displaystyle Y} afbeeldt, en noemt de afbeelding kortweg 'op'. De definitie is voor functies hetzelfde.
'Surjectie' en het daaraan gerelateerde 'injectie' en 'bijectie' werden geïntroduceerd door de Bourbaki-groep, een groep van voornamelijk Franse 20e-eeuwse wiskundigen, die vanaf 1935 een reeks boeken schreven, waarin zij probeerden de hele wiskunde op de verzamelingenleer te baseren. Het Franse prefix sur betekent op of boven en heeft betrekking op het feit dat het beeld van het domein van een surjectieve functie het codomein van de functie volledig afdekt.

## Definitie
De afbeelding {\displaystyle f\colon X\to Y} heet een surjectie, een surjectieve afbeelding of kortweg een afbeelding van {\displaystyle X} op {\displaystyle Y}, als ieder element van {\displaystyle Y} optreedt als beeld, dus als bij elke {\displaystyle y\in Y} een element {\displaystyle x\in X} bestaat, waarvoor
{\displaystyle f(x)=y}
Volledig symbolisch geldt dus:
{\displaystyle \forall y\in Y:\exists x\in X\colon f(x)=y}

## Voorbeelden
- De afbeelding {\displaystyle f\colon \mathbb {R} \to [0,+\infty )} met {\displaystyle f(x)=x^{2}} is surjectief, want voor elke {\displaystyle y\geq 0} is er een {\displaystyle x={\sqrt {y}}\in \mathbb {R} } waarvoor {\displaystyle f(x)=y}.
- De afbeelding {\displaystyle V} die aan elk ooit op aarde levende mens, zijn of haar vader toevoegt is niet surjectief als afbeelding van alle mensen in alle mensen, want vrouwen treden niet op als vader. De afbeelding is ook niet in alle mannen surjectief, want niet iedere man is ook vader.
- De afbeelding {\displaystyle f\colon \mathbb {R} \to \mathbb {R} } met {\displaystyle f(x)=x^{2}} is geen surjectie, want er is geen element {\displaystyle x\in \mathbb {R} } waarvoor {\displaystyle f(x)=-1}.